# John Williams (Saxophonist)
John Overton Williams (* 13. April 1905 in Memphis (Tennessee); † 24. November 1996 in Columbus, Ohio) war ein US-amerikanischer Klarinettist und Altsaxophonist des Swing.
Williams war Autodidakt und begann seine Musikerkarriere in der Band von Paul Banks; er leitete von 1924 bis 1928 eine eigene Band und begleitete die Vaudeville-Gruppe „Seymour and Jeanette“ in Pittsburgh. Von 1928 bis 1939 war er zusammen mit seiner Frau, der Pianistin Mary Lou Williams, in Andy Kirks Band in Kansas City tätig, zog sich dann für eine Weile aus dem Musikgeschäft zurück und ging 1942 zu Cootie Williams. Danach verabschiedete sich Williams von der Jazzszene.

## Lexigraphischer Eintrag
- Carlo Bohländer, Karl Heinz Holler: Reclams Jazzführer (= Reclams Universalbibliothek. Nr. 10185). 2., revidierte und erweiterte Auflage. Reclam, Stuttgart 1977, ISBN 3-15-010185-9.
- Leonard Feather, Ira Gitler: The Biographical Encyclopedia of Jazz. Oxford University Press, New York 1999, ISBN 0-19-532000-X.